# Toui para
Brotogeris chrysoptera
Espèce
Synonymes
- Brotogeris chrysopterus

Statut de conservation UICN

 LC  : Préoccupation mineure
Statut CITES
Le Toui para (Brotogeris chrysoptera) est une espèce d'oiseaux appartenant à la famille des Psittacidae.

## Description
Le Toui Para est un Psittacidae sud américain réparti en Amazonie et sur le Plateau des Guyanes. Cet oiseau mesure environ 16 cm. Il est proche du toui à menton d'or mais s'en distingue par ses barres sous-alaires bleues et jaunes.

aire de répartition du Toui Para

<<Sur l’oiseau en vol, remarquer la forme ramassée, la queue pointue, le vol bondissant et les battements d’ailes saccadés. La grande tache jaune de l’aile peut être difficile à voir sur l’oiseau posé, mais remarquer la petite taille, la silhouette trapue, le plumage presque entièrement vert et le bec clair. Fréquente la forêt pluviale des basses terres, vole généralement haut au-dessus du couvert forestier. Se nourrit de fleurs et de fruits dans la voûte forestière. Cri rauque distinctif qu’on entend presque toujours avant de voir l’oiseau.>>

## Sous-espèces
D'après la classification de référence (version 5.1, 2015) du Congrès ornithologique international, cette espèce est constituée des cinq sous-espèces suivantes (ordre phylogénique) :
- Brotogeris chrysoptera chrysoptera – plateau des Guyanes ;
- Brotogeris chrysoptera tenuifrons ;
- Brotogeris chrysoptera solimoensis ;
- Brotogeris chrysoptera tuipara ;
- Brotogeris chrysoptera chrysosema.

## Répartition
Cet oiseau vit en Guyane, au Brésil et au Venezuela.

### Bibliographie

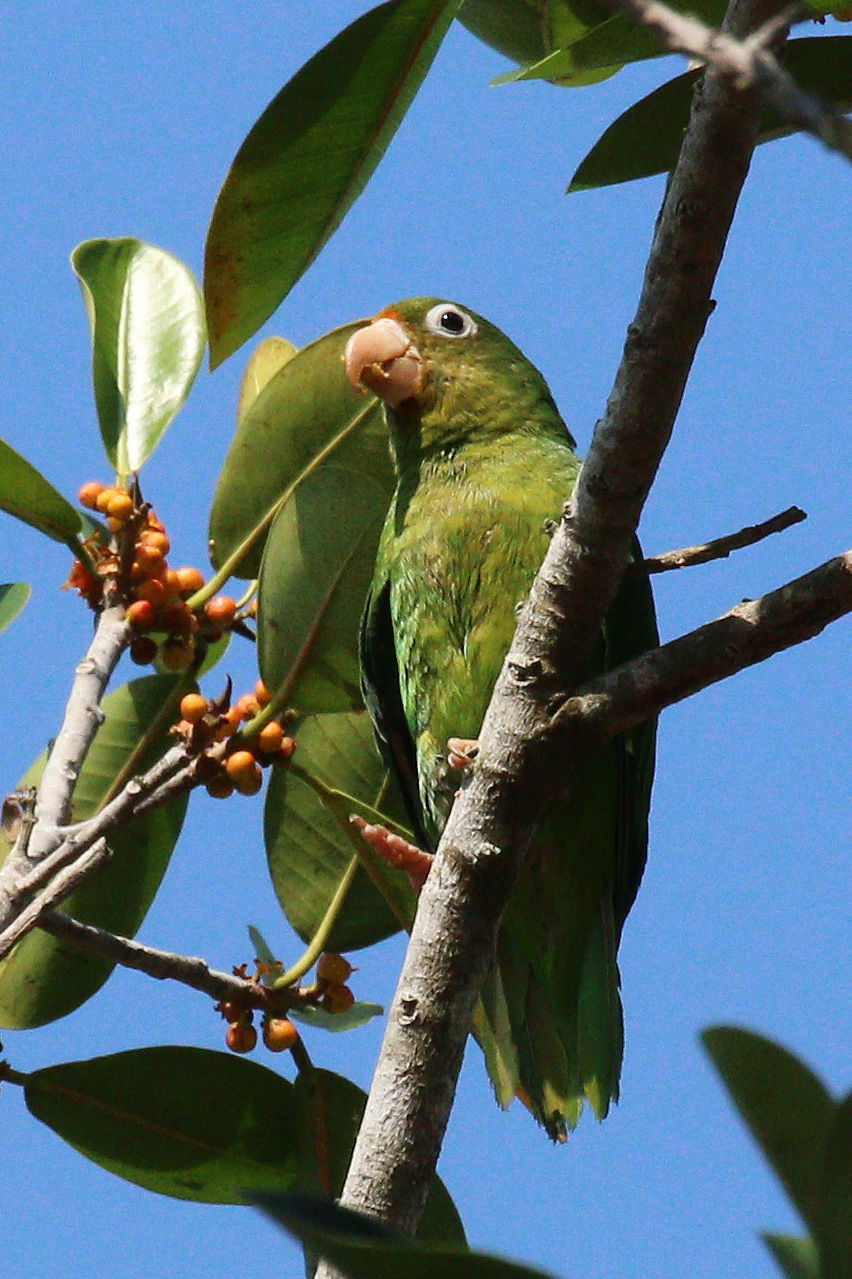